# Samsung Galaxy Note 7
Vous lisez un « bon article » labellisé en 2020.
Le Samsung Galaxy Note 7, stylisé Galaxy Note7 et renommé Galaxy Note FE lors de son reconditionnement, est un smartphone fonctionnant sous Android produit et vendu par Samsung Electronics en 2016, modèle de la 6e génération de la série de phablettes haut de gamme des Galaxy Note.
L'appareil est présenté le 2 août 2016 lors d'un évènement à New York et commercialisé à partir du 19 août. Il succède au Galaxy Note 5, apportant principalement des améliorations sur la qualité de l'écran Samsung Display, l'interface de la surcouche Android, TouchWiz, et le stylet S Pen.
À son lancement reconnu comme l'un des meilleurs smartphones sur le marché, il connait une série d'explosions en août 2016 dues à des défaillances des batteries Samsung SDI, obligeant la marque à rappeler le smartphone et repousser son lancement mondial. Il est commercialisé de nouveau en septembre 2016, avec des batteries d'Amperex, mais des incidents similaires sont rapportés. Le 11 octobre 2016, Koh Dong-jin, président de Samsung Mobile et Samsung Electronics, annonce l'arrêt de la production du smartphone, interdit dans les avions, et le rapatriement des unités en circulation.
Cette décision coûte 4,5 milliards d'euros à l'entreprise, qui perd au même moment 7 % de sa valeur à la Bourse de Corée, en plus de l'impact négatif sur son image. En juillet 2017, le smartphone est reconditionné sous le nom de Galaxy Note FE, signifiant « Fan Edition », et est vendu en édition limitée à 400 000 exemplaires. En août 2017, le Galaxy Note 8 lui succède.

## Histoire

### Lancement
Après le Galaxy S7 Edge présenté le 2 août 2016 et salué par les critiques, plusieurs médias considèrent que Samsung ne pourra faire mieux sur la gamme Note, y mettant ainsi progressivement fin au profit de la gamme S. Les premières fuites de la conception du smartphone sont publiées en mai 2016, d'abord sous les noms supposés de Galaxy Note 6 ou Galaxy Note 7 Edge,. Le 13 juillet 2016, Samsung Mobile, division des télécommunications de Samsung Electronics, annonce une conférence prévue le 2 août 2016 durant laquelle sera dévoilé le smartphone. Au même moment, une fuite révèle que la marque aurait débuté la production de masse de l'appareil, à raison de 2,5 millions d'unités produites par mois, pour un stock de 5 millions lors de sa sortie.
Le Galaxy Note 7 est présenté lors d'un évènement dédié le 2 août 2016 à New York, avec des diffusions organisées simultanément à Rio de Janeiro et Londres, et en direct sur YouTube et le site officiel de Samsung. Il est disponible en précommandes le lendemain aux États-Unis et le 16 août en France et est mis en vente le 16 août aux États-Unis et le 2 septembre en France. Parallèlement, des unités de test sont envoyées en avance aux principaux médias américains, afin qu'ils puissent le tester.
Le smartphone succède au Galaxy Note 5, mais est nommé Note 7 afin de s'aligner sur la numérotation de la gamme Galaxy S et celle des iPhones. Contrairement à ses prédécesseurs, il est disponible dans une unique version avec les bords incurvés.

### Problèmes

#### Batteries Samsung
Le 25 août 2016, un premier utilisateur chinois du smartphone rapporte l'explosion de celui-ci alors qu'il chargeait, et diffuse les images de l'appareil fondu sur Baidu. D'autres propriétaires constatent aussi une légère surchauffe. Un coréen confie également à CNN avoir vu son téléphone prendre feu durant la nuit. Au 31 août 2016, cinq cas d'explosions sont confirmés, et plusieurs incendies lui sont attribués, dont celui d'un Jeep dans lequel chargeait le smartphone, et celui d'une maison.
Le 2 septembre 2016, Koh Dong-jin, président de Samsung Mobile, annonce par précaution l'arrêt des livraisons du smartphone afin d'étudier la cause du problème, et le rappel des unités vendues avant le 1er septembre 2016 en Chine et en Corée du Sud. Une carte cadeau de 25 $ est provisoirement donnée en dédommagement, et un smartphone de remplacement est promis si le problème venait à persister. En France, il est possible d'échanger gratuitement le smartphone pour obtenir la version révisée, avec une nouvelle batterie,.
Bien qu'aucun chiffre précis ne soit avancé, la direction de Samsung estime à 0,1 % le taux d'appareils touchés par les problèmes de surchauffe, sur les 2,5 millions qui ont été vendus. Malgré cela, 400 000 unités sont rappelées en Corée du Sud par mesure de sécurité, et le 8 septembre 2016, la Federal Aviation Administration déconseille fortement d'utiliser l'appareil dans les avions. Le lendemain, l'Agence européenne de la sécurité aérienne demande aux passagers de garder le téléphone éteint.
En France, le smartphone est relancé le 20 septembre 2016 avec une nouvelle batterie fabriquée par Amperex Technology, et non Samsung SDI.

#### Batteries Amperex
La version de remplacement du smartphone est équipée d'une batterie fabriquée par l'entreprise Contemporary Amperex Technology, à l'époque « ATL ». Samsung confirme la défaillance des batteries de sa division Samsung SDI, expliquant que les explosions sont dues à des erreurs lors de l'emballage des condensateurs par le sous-traitant ITM Semiconductor.
En septembre 2016, quelques jours après le lancement de la nouvelle version, un utilisateur en Chine rapporte une nouvelle explosion. Samsung explique alors que le problème pourrait venir cette fois de la température ambiante, et non de la batterie, et dément sa responsabilité. Amperex confirme : « Nous pensons que le problème de chaleur est externe à la batterie. Il existe une très grande probabilité que d'autres facteurs aient engendré le problème de la surchauffe ».
Le 5 octobre 2016, le smartphone équipé d'une batterie d'Amperex prend feu lors d'un vol avec la compagnie Southwest Airlines en cours d'embarquement, obligeant les passagers à être évacués. En conséquences, la Consumer Product Safety Commission ouvre une enquête aux États-Unis pour étudier plus en détail les causes de l'incident. Trois jours plus tard, plusieurs opérateurs téléphoniques annoncent réfléchir à arrêter les ventes du smartphone. Le 9 octobre 2016, AT&T, Verizon, Best Buy et T-Mobile cessent de commercialiser et d'échanger l'appareil.
Le 11 octobre 2016, Samsung annonce l'arrêt total de la production du Galaxy Note 7, et demande à ses partenaires de stopper les ventes. Samsung Electronics perd alors 14 700 milliards de wons, soit environ 12 milliards d'euros à la Bourse de Corée. La marque demande à tous les utilisateurs d'éteindre le smartphone, et annonce le futur blocage des appareils allumés grâce à une mise à jour.

### Rappel mondial
En octobre 2016, plusieurs compagnies aériennes dans le monde interdisent le téléphone dans leurs vols à cause du risque d'incendie qu'il présenterait. Ces décisions sont suivies par d'autres entreprises, dont des compagnies de train et de bus. Le 14 octobre 2016, la Federal Aviation Administration annonce le bannissement du smartphone sur tous les vols aux États-Unis, et oblige les aéroports à diffuser des messages de précaution. La Transportation Security Administration indique également que le smartphone n'est pas autorisé dans les bagages, même éteint. Samsung ouvre dans plusieurs aéroports des espaces où les smartphones peuvent être échangés avant l'embarquement contre d'autres modèles, plutôt que d'être jetés.

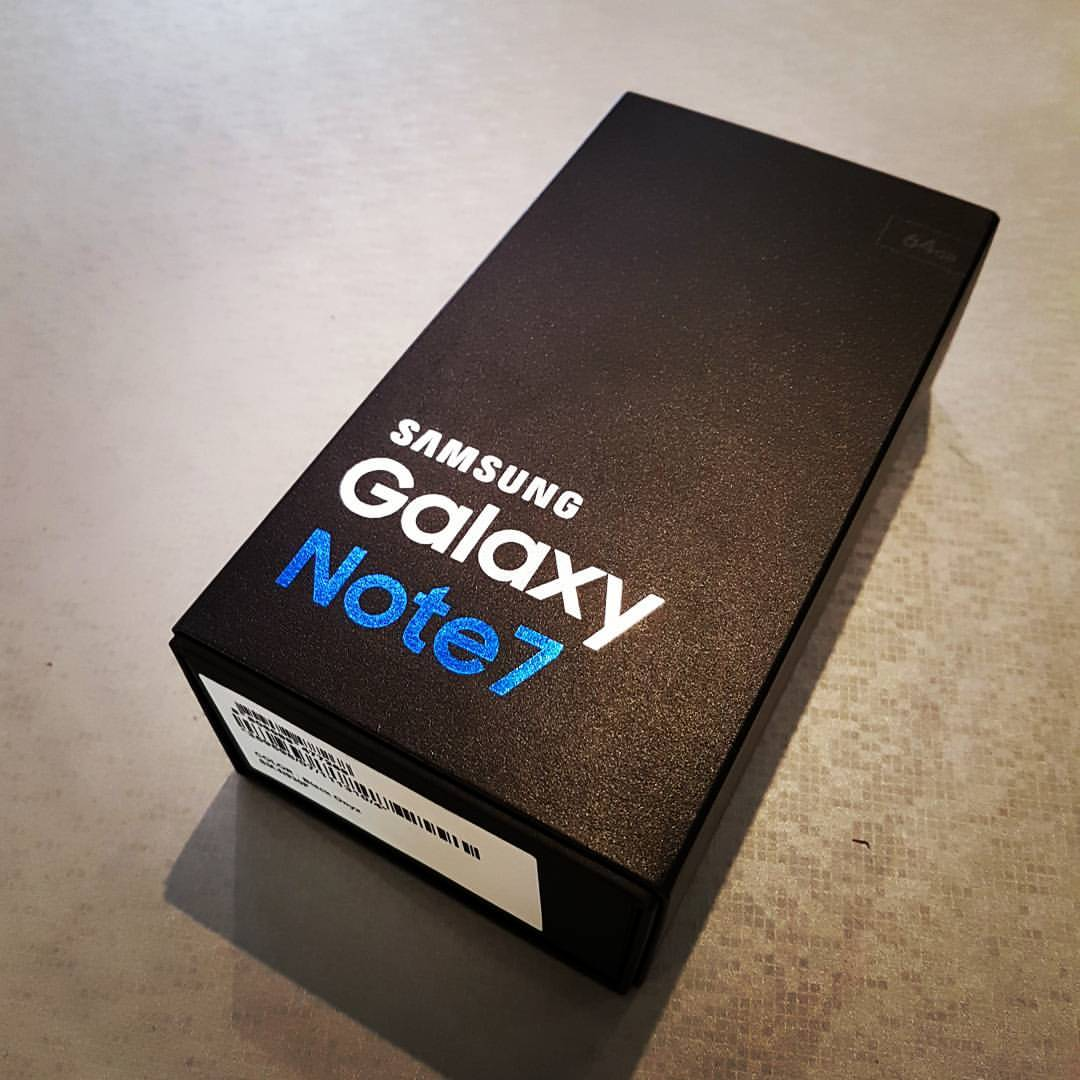
La boîte du Galaxy Note 7.

En Europe, les passagers sont priés de ne pas utiliser le smartphone dans un avion, et certaines compagnies, dont Air France, Lufthansa, British Airways,Tunisair ou KLM, ne l'acceptent pas à bord. Officiellement, l'Agence européenne de la sécurité aérienne affirme que les recommandations données en septembre 2016 pour le premier modèle sont suffisantes, c'est-à-dire que le smartphone ne présente pas un risque d'explosion s'il est éteint. Elle précise également que 60 % des appareils en Europe ont été retournés en deux mois, ne justifiant donc pas une interdiction totale.
Le 13 octobre 2016, après une centaine de cas d'explosions recensés, Samsung annonce le rappel de 1,9 million d'appareils aux États-Unis, qui peuvent alors être échangés contre un Galaxy S7 ou S7 Edge avec un crédit supplémentaire de 100 $ sur la boutique en ligne de la marque, ou remboursés avec 25 $ de dédommagements additionnels.
En France, le Ministère de l'Économie informe que le smartphone doit être ramené au fabricant avec comme motif « Risque d’incendie lié à une surchauffe de l’appareil ». La marque met en place une procédure de retour, et, par mesure de sécurité, envoie sur demande des kits pour protéger le smartphone avant son envoi. À l'aide des gants de protection anti-explosion fournis, l'appareil doit être placé dans un sac antistatique, lui-même enfermé dans un carton à quatre couches de protection, dont une d'isolant thermique et une de laine minérale, censée protéger l'extérieur de potentielles explosions. Le colis est ensuite transporté par camion jusqu'au site de retour. Plusieurs compagnies de livraisons, dont la Royal Mail et Parcelforce en Angleterre, annoncent qu'elles n'accepteront pas de transporter le smartphone. eBay retire toutes les annonces de vente de l'appareil de son site internet.
Le 11 janvier 2017, les aéroports américains sont autorisés à ne plus diffuser de messages d'alerte sur le danger que présente l'appareil.

### Arrêt du logiciel
Le 28 octobre 2016, Samsung limite la capacité de charge de la batterie à 60 % grâce à une mise à jour OTA afin de décourager les utilisateurs à garder leur smartphone. À ce moment, un tiers des appareils en Europe ne sont pas encore rapportés. En Nouvelle-Zélande et en Australie, le fabricant demande aux opérateurs mobiles de ne plus fournir d'accès internet à l'appareil, et bloque la possibilité de se connecter au Wi-Fi et au Bluetooth,. La compatibilité avec les casques de réalité virtuelle d'Oculus VR et Samsung Gear VR est également retirée, pour éviter que l'appareil explose alors qu'il est porté près du visage.
Le 9 décembre 2016, la firme coréenne annonce dans un communiqué que 93 % des smartphones vendus sont retournés. La marque annonce aussi empêcher la charge du smartphone grâce à une mise à jour aux États-Unis, mais plusieurs opérateurs s'y opposent, affirmant que certains utilisateurs ne pourraient plus contacter leurs proches ou les secours en cas d'urgence. En Corée du Sud, la capacité de la batterie est limitée à 15 %, permettant uniquement d'effectuer des tâches de première nécessité. En Europe, les mises à jour sont moins limitées à cause de régulations.
Le 24 mars 2017, alors que 3 % des appareils ne sont pas renvoyés, la marque bloque le smartphone via une mise à jour automatique distribuée dans le monde entier, le rendant ainsi inutilisable en le « brickant » volontairement. Il est cependant possible de lever ces restrictions en réinitialisant le smartphone après s'être octroyé les droits d'utilisateur root puis en réinstallant une version libre d'Android.

### Enquêtes
Parmi la centaine d'explosions confirmées aux États-Unis, plusieurs utilisateurs, dont un sévèrement brûlé et atteint d'une bronchite aiguë à cause de l'inhalation de fumées, portent plainte contre Samsung, et des recours sont déposés par plusieurs associations de consommateurs. La Consumer Product Safety Commission annonce également ouvrir une enquête incluant aussi de précédents incidents mineurs concernant les Galaxy S7 et Galaxy S6. Des actions collectives sont déposées dans le New Jersey et en Corée du Sud, et réclament une compensation d'environ 400 € par utilisateur – au lieu des vingt-cinq proposés. En France, malgré les nombreuses plaintes postées sur les forums d'UFC Que Choisir et de 60 Millions de consommateurs, aucune procédure collective n'est lancée en raison du manque d'éléments à la charge de Samsung.
La marque tient le 23 janvier 2017 une conférence diffusée en direct pour dévoiler les causes des explosions. Koh Dong-jin explique qu'après une enquête menée en analysant 200 000 Galaxy Note 7 et 30 000 batteries, les 700 ingénieurs mobilisés ont conclu que les batteries étaient la source du problème. Les analyses sont menées avec l'aide de trois consultants indépendants : les Underwriters Laboratories, Technischer Überwachungsverein et Exponent,.
Pour les batteries de la première version, fabriquées par Samsung SDI, les explosions sont dues à une déformation du coin supérieur droit qui compresse l'anode contre la cathode, créant ainsi un court-circuit. Le risque est également amplifié par le fait que la batterie est trop grande par rapport au téléphone et à cause du manque d'aérations. Pour les batteries fabriquées par Amperex, l'urgence de la commande de Samsung a poussé l'entreprise à des négligences du contrôle de qualité. Le soudage et les isolants séparant les électrodes sont ainsi oubliés ou mal faits, et sont à l'origine des explosions.
Le 26 février 2017, la conférence de Samsung au Mobile World Congress est interrompue par des militants de Greenpeace, dénonçant les pratiques de l'entreprise, qui souhaiterait détruire les millions de smartphones rappelés,. Dans un communiqué, le constructeur dément et précise que les matériaux rares seront récupérés et que le smartphone sera reconditionné puis vendu.

### Conséquences
À l'annonce du premier rappel du smartphone en septembre 2016, la valeur de Samsung Electronics chute de 7 % à la Bourse de Corée, soit une baisse d'environ 12 milliards d'euros. L'entreprise réussit cependant à stabiliser son action, et même à l'augmenter grâce à un versement de 27 milliards de dollars aux investisseurs.
Le rappel de plus de 4,3 millions de smartphones dans le monde aurait couté 4,5 milliards d'euros à la marque, faisant chuter le bénéfice net de Samsung Mobile de 96 %, à 75 millions d'euros sur le troisième trimestre 2016. Malgré cela, les ventes des smartphones Samsung Galaxy restent stables dans le monde, notamment grâce aux Galaxy S7, Galaxy J et Galaxy A.
À l'échelle de Samsung Electronics, les pertes de Samsung Mobile sont compensées par une augmentation des bénéfices de Samsung Display, Samsung Electro-Mechanics et des ventes des téléviseurs. L'entreprise n'observe donc qu'une perte de 1 700 milliards de wons, soit environ 1,3 milliard d'euros, par rapport au troisième trimestre 2015. Plus globalement, les revenus du Groupe Samsung ne sont pas affectés par la crise, du fait de sa structure de conglomérat et de la diversité de ses activités.
L'image de marque est la plus touchée par les problèmes, notamment à cause de la mauvaise gestion de la crise, et du fait qu'elle mette du temps à reconnaitre la défaillance des batteries. En septembre 2016, 34 % des utilisateurs interrogés dans un sondage affirment ne plus vouloir acheter les smartphones de la marque. En avril 2017, grâce à plusieurs campagnes de publicité montrant les nouveaux contrôles de qualité et la sortie du Galaxy S8, l'image de Samsung est de nouveau à la hausse, revenant à un niveau égal à celle d'Apple.

### Reconditionnement

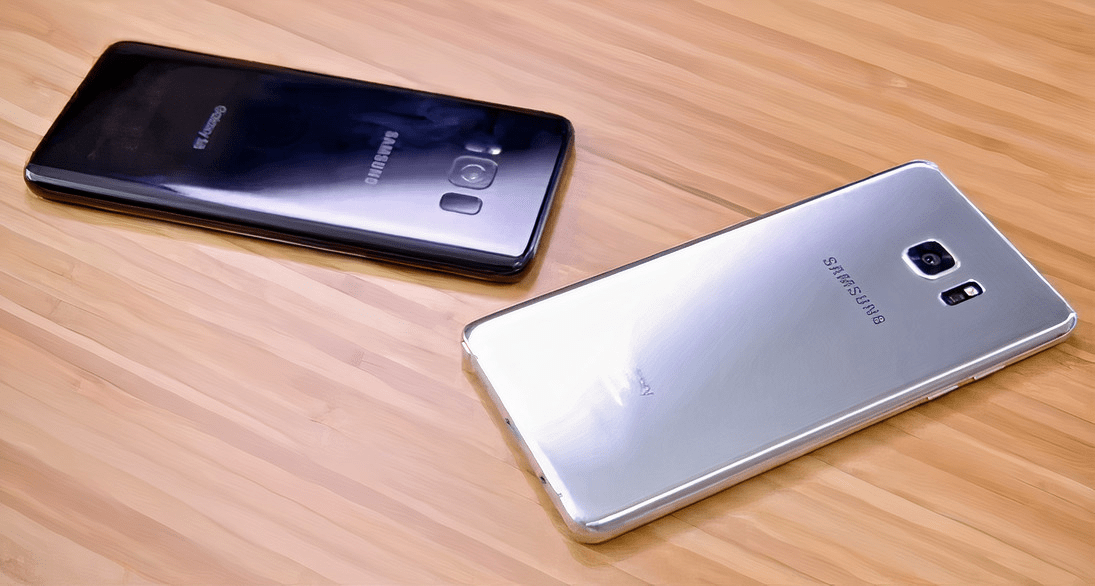
Un Galaxy S8 à côté d’un Galaxy Note FE.

Le 3 juillet 2017, quelques mois après la présentation du Galaxy S8, Samsung dévoile le Galaxy Note FE, signifiant « Fan Edition ». Il possède les mêmes caractéristiques et la même taille que le Galaxy Note 7, à l'exception de la capacité de la batterie qui passe de 3 500 mAh à 3 200 mAh afin d'éviter sa compression. Le smartphone est également équipé de Bixby, l'assistant virtuel intelligent de Samsung, et de l'interface Samsung Experience similaire à celle du Galaxy S8. Il est vendu en édition limitée à 400 000 exemplaires en Corée du Sud ainsi que d'autres pays d'Asie,, et tous les appareils sont écoulés en quelques mois.
La politique de contrôle de sécurité à huit points est mise en avant dans plusieurs publicités afin de rassurer les utilisateurs. Samsung annonce que les smartphones sont contrôlés aux rayons X, subissent des tests de cycles charge-décharge, des tests d'usage réel accélérés, des inspections visuelles ainsi que des vérifications de l'imperméabilité aux composés organiques volatils.
Le 23 août 2017, le Galaxy Note 8 est présenté, et succède au Galaxy Note FE.

## Caractéristiques

### Écran
Le Galaxy Note 7 possède un écran Super AMOLED de 5,7 pouces (14,48 cm), d'une définition Quad HD de 2560 par 1440 pixels – le record sur smartphone lors de sa sortie –, au format 16:9 avec 16 millions de couleurs. Sa résolution de 518 ppp (pixels par pouce) permet l'affichage d'images nettes lorsqu'utilisé dans un casque de réalité virtuelle – cependant le Galaxy Note 7 n'est plus compatible après une mise à jour d’octobre 2016 avec les casques Gear VR et Oculus afin de limiter les risques d'explosions,.
Contrairement aux Galaxy S7, le smartphone est disponible dans une unique version avec un écran incurvé sur les bords, pour rendre l'affichage de contenu plus immersif. L'écran occupe ainsi 79 % de la surface de l'appareil, soit un ratio 7 points plus élevé que celui du Galaxy S7, et 14 points supérieur à celui de l'iPhone 7, sorti en septembre 2017.
L'écran est compatible avec l'affichage des espaces de couleur DCI-P3, 26 % plus large que le Rec. 709 du Galaxy S7, et Adobe RGB, ce qui en fait le smartphone avec la meilleure plage de couleur au moment de sortie. Il est le premier smartphone à pouvoir afficher des vidéos ou photos en HDR 10 – plage dynamique large –, et convertir les médias non compatibles en temps réel.
La dalle OLED est fabriquée par Samsung Display, et possède une luminosité maximale de 1 048 nits, battant ainsi le record sur smartphone de l'époque. Parmi les autres records obtenus, l'écran possède le meilleur contraste, la plus faible réflectance – 4,6 % – et la plus petite variation de luminosité en fonction de l'angle de vue, de 21 %, d'après le média spécialisé DisplayMate.

### Appareil photo
Le smartphone est équipé d'un appareil photo numérique de Sony, grand angle de 12 Mpx, équivalent à du 26 mm. Le capteur est ouvert à f/1.7, pour de meilleures photos en faible luminosité par rapport au Galaxy Note 5, et est compatible avec la stabilisation optique de l'image. Il peut prendre des photos et des vidéos en 4K UHD, ou en HDR 10 – plage dynamique plus large – en 1080p, avec 10 bits de couleur, c'est-à-dire avec 1 024 nuances de gris. Ces avancées se traduisent par des photos détaillées, vibrantes mais réalistes en journée. Dans des conditions de basse luminosité, un flash double-LED permet d'éclairer la scène. Sans flash, le smartphone conserve son rendu, avec peu de bruit numérique. L'appareil peut également prendre des photos panoramiques ou à 360° en tournant le téléphone. Pour la partie vidéo, il dispose de plusieurs modes : un enregistrement en 4K à 30 ips, en 720p en slow-motion ou en hyperlapse. Pour les selfies, une caméra en façade de 5 Mpx est présente, et est accompagnée d'un flash.

### Processeur et stockage
À l'instar du Galaxy S7, le Galaxy Note 7 utilise mondialement un SoC Samsung octa-core Exynos 8890, sauf au Canada, en Chine, aux États-Unis et au Japon, où un Qualcomm Snapdragon 820 le remplace. Le processeur est accompagné par  4 Go de mémoire vive LPDDR4, ainsi que 64 Go de stockage UFS 2.0 extensible jusqu'à  256 Go grâce à une carte microSD. Le site Geekbench, qui effectue des tests de performance pour processeurs, attribue un score multi-core de 1 326 au smartphone dans sa version Exynos, soit une augmentation de 31 % par rapport au Galaxy Note 5 qui avait obtenu 919. L'iPhone 7, sorti un mois plus tard et équipé de l'Apple A10 Fusion obtient une note légèrement supérieure, de 1 362. Cependant, en utilisation réelle, les performances du Galaxy Note 7 seraient moins bonnes, notamment à cause de la surcouche logicielle TouchWiz, peu optimisée.
Le Galaxy Note 7 est compatible avec la norme IEEE 802.11ac, pour le Wi-Fi 5 à 2,4 ou 5 GHz, et MIMO 2×2 permettant des vitesses de téléchargement théoriques de 620 Mb/s grâce aux multiples antennes présentes. Il peut également utiliser les protocoles ANT+ et Bluetooth 4.2. Avant le blocage par les opérateurs mobile dans le monde, le Galaxy Note 7 pouvait se connecter à Internet grâce aux réseaux 4G ou 4G+. En outre, le smartphone prend en charge la NFC, par exemple utilisée pour payer sans contact avec Samsung Pay. 

### Batterie
Le Galaxy Note 7 est équipé d'une batterie lithium-ion non amovible d'une capacité moyenne de 3 500 mAh ou 13,48 Wh, fabriquée par la filiale Samsung SDI dans sa première version, puis par Amperex, à la suite de problèmes d'explosions. Elle est 15 % plus large que celle du Galaxy Note 5 et du Galaxy S7, tous les deux de 3 000 mAh. D'après les tests du site GSM Arena, l'autonomie du téléphone serait de 11 heures 08 pour la navigation web et 16 heures 48 pour la lecture vidéo, pour la version internationale équipée du SoC Exynos. La version américaine Snapdragon est entre 10 et 20 % moins endurante.
Premier smartphone Samsung équipé d'un connecteur USB Type-C, il est compatible avec la charge rapide « Qualcomm Quick Charge 2.0 » et la technologie de charge rapide adaptive de Samsung, qui modifie le voltage de la prise afin de limiter l'usure de la batterie. D'après l'entreprise et confirmé par plusieurs médias, la batterie peut être chargée de moitié en 30 min. L'appareil est également compatible avec la charge sans fil rapide et la norme Qi.

### Logiciel
L'appareil tourne sur Android Marshmallow, avec la surcouche TouchWiz de Samsung. Elle apporte de nombreux changements dans l'interface générale du smartphone, et adopte le « flat design » avec des icônes simplifiées, dépourvues d'ombres et de reliefs.
Elle ajoute une fonction  always-on-display – « toujours sur l'écran » –, qui permet d'afficher l'heure et les dernières notifications lorsque le téléphone est en veille, avec une consommation de batterie négligeable grâce à l'écran OLED. Il est aussi possible de prendre des notes en veille à l'aide du stylet S Pen, puis de les enregistrer et afficher. Une option pour filtrer la lumière bleue est également disponible, afin de limiter la fatigue oculaire. L'application appareil photo est améliorée, il est possible de passer de la caméra frontale à selfie en un glissement de doigt, et plusieurs mode de prise de vue sont ajoutés.
Le Galaxy Note 7 introduit une nouvelle version de Samsung Knox, la suite de sécurité pour les appareils de la marque. Elle apporte notamment le Dossier Sécurisé, qui permet de stocker dans un espace protégé par un mot de passe des documents, photos, vidéos ou applications.
Le Galaxy Note FE, version reconditionnée du Galaxy Note 7, peut être mis à jour jusqu'à Android Pie, avec le correctif de sécurité de mars 2019, et l'interface One UI,.

### Stylet
Outre l'écran et la batterie légèrement plus grands, la présence d'un stylet est la principale différence entre les gammes Galaxy S et Galaxy Note.
Appelé S Pen, il se range dans le coin inférieur droit du smartphone, et peut être utilisé pour prendre des notes rapidement. Il permet également d'améliorer l'accessibilité : il est possible à l'aide de la fonction Air View de sélectionner du texte en survolant l'écran avec le stylet, puis de le copier, traduire ou partager, ou encore d'augmenter la taille des médias grâce à l'outil « Loupe ». Le S Pen peut aussi être utilisé pour du dessin sur les applications compatibles : il possède 4 096 niveaux de pression, soit le double par rapport au Note 5, une précision et une latence améliorées, grâce à une mine 60 % plus fine que le modèle précédent, et une résistance à l'eau jusqu'à 30 min d'immersion. Le stylet possède aussi un bouton, qui peut être utilisé pour changer rapidement de couleur ou passer à l'outil gomme lors de la prise de notes.
Le S Pen du Galaxy Note 7 ne peut pas être bloqué s'il est inséré à l'envers, problème qui avait été signalé pour le Galaxy Note 5. Cependant, en août 2016, plusieurs utilisateurs rapportent avoir coincé le stylet en l'insérant pourtant dans le sens prévu. Samsung a expliqué une semaine plus tard que le blocage est dû au mécanisme d'éjection présent sur le stylet, qui pourrait être défectueux ou se casser facilement, et a annoncé remplacer gratuitement tous les S Pen si le désagrément survenait.

### Capteurs
Le Galaxy Note 7 est le deuxième smartphone à être équipé d'un scanner rétinien après les Microsoft Lumia 950. Ce capteur, inédit sur les smartphones Android, prend en photo l'iris de l'utilisateur grâce à une caméra dédiée et une LED infrarouge, puis stocke l'image localement sur le téléphone dans Samsung Knox. Lorsque le propriétaire souhaite déverrouiller l'appareil, le capteur reconnaît ses yeux. Le système est suffisamment fiable pour être utilisé pour ouvrir le smartphone ou encore authentifier un payement sans contact sur Samsung Pay. Cependant, la reconnaissance est moins rapide pour les personnes ayant des lunettes.
En plus de cette nouveauté, le smartphone est équipé comme ses prédécesseurs d'un capteur d'empreinte digitale sous le bouton d'accueil, d'un accéléromètre permettant de mesurer la vitesse de l'utilisateur, d'un gyroscope pour l'orientation du smartphone et mesurer le nombre de pas, d'un capteur de proximité, d'une boussole numérique, d'un baromètre, d'un capteur de fréquence cardiaque et de saturation en oxygène SpO2.

### Conception
Le Galaxy Note 7 est le premier smartphone à utiliser le Gorilla Glass 5, de l'entreprise Corning, qui protège l'écran et le dos l'appareil. D'après cette dernière, il permettrait au smartphone de résister à 80 % des chutes d'une hauteur égale ou inférieure à 1,6 m. Plusieurs tests de résistance aux chutes indépendants confirment ces promesses : l'écran, le dos et la caméra sont intacts dans la plupart des scénarios, malgré quelques égratignures sur les coins du châssis en aluminium. Le Gorilla Glass 5 possède une dureté similaire à celle du verre, entre les niveaux 6 et 7 de l'échelle de Mohs, ce qui protège l'écran des rayures dues au cuivre ou à l'acier.
Le smartphone est certifié IP68, résistant à la poussière et à l'immersion jusqu'à 5 pied (1,52 mètre) pendant 30 min, mais les dégâts liés à l'eau ne sont pas couverts par la garantie. Il pèse 168 g et mesure 15,35 cm de haut pour 7,39 cm de large et 0,79 cm d'épaisseur, soit 1,5 cm plus long que l'iPhone 7. Il est vendu dans quatre couleurs brillantes différentes : noir, bleu, argent et or, toutes avec des contours en aluminium anodisé. Le Galaxy Note FE est équipé de la même coque, reconditionnée, avec les mêmes couleurs, mais avec une mention permettant de différencier les deux smartphones.

## Réception

### Presse
Les premières critiques du smartphone, avant ses problèmes d'explosions, sont très positives.
Plusieurs sites, dont TechRadar, saluent les performances remarquables du téléphone en photographie, notamment en conditions de luminosité défavorables, en contre-jour, en intérieur ou durant la nuit. Le smartphone est d'ailleurs considéré par plusieurs médias comme l'un des meilleurs photophones au moment de sa sortie, devançant l'iPhone 7 Plus et ses deux modules photo.
Cnet considère que l'écran du smartphone est le « plus performant » et « plus innovant » testé, au moment de sa sortie. Le site 01net se montre également élogieux en décrivant l'écran : « L’écran incurvé du Galaxy Note 7 est, comme sur les Galaxy S7, un véritable plaisir des yeux. ». Il note également de nombreuses améliorations sur l'interface TouchWiz et le S Pen, mais regrette une autonomie trop basse et un capteur frontal peu défini, de 5 Mpx. Le test se conclut positivement, malgré une mention rapide des explosions rapportées quelques jours auparavant : « Aucun doute à avoir, le Galaxy Note 7 est un excellent smartphone, à la hauteur de ce que proposait déjà la série Galaxy S7. Reste désormais le problème de l’autonomie, bonne, mais pas aussi excellente que le Galaxy S7 Edge. Est-ce lié au problème de batterie rencontré sur certains exemplaires ou à une optimisation ratée ? ».
Après le rappel du smartphone, de nombreux médias regrettent le potentiel qu'avait le smartphone à être excellent, comme le souligne Clubic dans la mise à jour de sa prise en main : « Dans l'absolu, le Galaxy Note 7 était censé représenter une forme d'aboutissement pour le constructeur coréen. […] Tout cela n'a, malheureusement pour Samsung, plus aucune importance. Le rappel, et le remplacement des composants défectueux a été opéré, et les problèmes subsistent, suffisamment nombreux pour que Samsung arrête la production du Note 7 ».
De même, plusieurs journalistes décident d'arrêter de recommander le smartphone en supprimant leurs tests. Le site Les Numériques retire par exemple la note parfaite de 5/5 qui avait été attribuée au smartphone, et la remplace par un 1/5. À l'internationale, Ars Technica affiche un message de prévention aux utilisateurs sur toutes les pages à propos du smartphone, indiquant avec ironie que le smartphone est « mort ».

### Public
Après l'annonce du rappel du Galaxy Note 7, le smartphone devient un phénomène Internet, et est utilisé dans de nombreux mèmes critiquant avec humour noir les explosions de la batterie. Sur les réseaux sociaux, il cumule près de 2 millions de mentions entre septembre et octobre, détrônant par moments l'iPhone 7 présenté un mois plus tard.
Le site CNBC rapporte au contraire plusieurs plaintes d'utilisateurs tristes de devoir rendre l'appareil, avec lequel ils n'avaient eu aucun problèmes.

### Ventes
Le jour de la présentation du smartphones, plusieurs analystes estiment 12 millions de ventes durant les quatre premiers mois de commercialisation, soit un peu moins que le Galaxy S7. Cependant, le lendemain de la présentation du smartphone, 200 000 précommandes sont enregistrées en Corée du Sud en deux jours, soit deux fois plus que les modèles précédents, un record pour Samsung. Plusieurs pays, dont la Russie, les Pays-Bas, la Malaisie et l'Ukraine, voient la date de sortie reportée d'un mois à cause du manque de stocks.
Bien qu'aucun chiffre officiel ne soit publié sur le nombre exact de Galaxy Note 7 écoulés, les ventes de Samsung auraient chuté de 8 à 11 millions d'unités au troisième trimestre 2016, par rapport à 2015, et entraînent une perte de 13,5 % de parts du marché des téléphones,. Ces suppositions sont cependant partiellement contredites en janvier 2017 par Koh Dong-jin, qui affirme que « plus de 2,5 millions d'appareils ont été rappelés », soit « environ 96 % ».